# Ted Skjellum
Ted Arvid Skjellum pseudonim Nocturno Culto (ur. 4 marca 1972 w Norwegii), znany również jako Kveldulv – norweski muzyk i instrumentalista, znany z występów w black metalowej grupie muzycznej Darkthrone, do której dołączył w 1988 roku, obejmując funkcję wokalisty i gitarzysty. 
Poza macierzystą formacją udzielał się jako gitarzysta w grupie Satyricon (używając pseudonimu Kveldulv). Brał udział w sesji nagraniowej albumu Nemesis Divina, wystąpił także w teledysku tego zespołu do utworu "Mother North". W 2007 został wydany film dokumentalny The Misanthrope w całości stworzony przez Skjelluma.
W 2008 roku dołączył jako wokalista do black-thrash metalowego zespołu Sarke, wziął udział w sesji nagraniowej albumu Vorunah oraz w występie na festiwalu Wacken Open Air w 2009 roku. Również w 2009 roku napisał przedmowę do książki Thomasa Gabriela Fischera pt. Only Death Is Real: An Illustrated History of Hellhammer and Early Celtic Frost 1981-1985 (ISBN 978-0-9796163-9-6).
Mieszka w małej leśnej wiosce w pobliżu Oslo.

## Dyskografia
| Darkthrone - Soulside Journey (1991) - A Blaze in the Northern Sky (1992) - Under a Funeral Moon (1993) - Transilvanian Hunger (1994) - Panzerfaust (1995) - Total Death (1996) - Ravishing Grimness (1999) - Plaguewielder (2001) - Hate Them (2003) - Sardonic Wrath (2004) - The Cult Is Alive (2006) - F.O.A.D. (2007) - Dark Thrones and Black Flags (2008) - Circle the Wagons (2010) - The Underground Resistance (2013) - Arctic Thunder (2016) - Old Star (2019) |  | Inne - Satyricon - Mother North (1996) - Satyricon - Nemesis Divina (1996) - Vidsyn - On Frostbitten Path Beneath (2004, gościnnie śpiew) - Enslaved - Isa (2004, gościnnie śpiew) - Scum - Gospels for the Sick (2005, gościnnie śpiew) - Secht - Secht (2006, gościnnie śpiew) - Nocturno Culto - The Misanthrope (2007) - Sarke - Vorunah (2009) - Triptykon - Shatter (EP, 2010, gościnnie śpiew) - Abscess - Dawn of Inhumanity (2010, gościnnie śpiew) - Taake - Noregs Vaapen (2011, gościnnie śpiew) - Sarke - Oldarhian (2011) - Gift of Gods - Receive (2013) - Sarke - Aruagint (2013) - Sarke - Bogefot (2016) - Sarke - Viige Urh (2017) - Sarke - Gastwerso (2019) |

## Filmografia
- The Misanthrope (2007, film dokumentalny, reżyseria: Ted Skjellum)[7]
- Once Upon a Time in Norway (2007, film dokumentalny, reżyseria: Pål Aasdal, Martin Ledang)[8]